# Constantin Ticu Dumitrescu
Constantin-Grigore Dumitrescu, también conocido como Constantin Ticu Dumitrescu o Ticu Dumitrescu (Ciumați, Olari, 27 de mayo de 1928 — Bucarest, 5 de diciembre de 2008), fue un político rumano y presidente de la Asociación de Prisioneros Políticos Rumanos. Fue una de las personalidades más significativas del movimiento anticomunista de Rumanía y por iniciar el destape de la ley Securitate en el país.

## Biografía
Dumitrescu estudió derecho en la Universidad de Bucarest, pero fue arrestado por las autoridades comunistas en 1949 por sus actividades políticas. Luego trabajó como obrero de la construcción después de ser rechazado por las universidades cuando intentó volver a la enseñanza. Dumitrescu fue encarcelado nuevamente en 1958 y fue sentenciado a 23 años de trabajos forzados con cargos de conspiración contra el estado. Estuvo en diferentes prisiones y diferentes campos de trabajo. Fue liberado en 1964.
Dumitrescu fue militante del Partido Nacional Campesino Cristiano Demócrata y fue elegido senador de 1992 a 2000. Durante su mandato, promovió leyes que protegen a los ciudadanos contra las persecuciones de la policía secreta rumana, así como contra los intereses de los presos políticos. Por ejemplo, redactó la legislación que abrió los archivos de la Securitate, que incluía documentos que contenían información sobre personas que espiaban a los ciudadanos.
Dumitrescu moriría el 5 de diciembre de 2008 en Bucarest por un cáncer de hígado y fue enterrado en Olari.